# St. Nicolai (Nordsteimke)

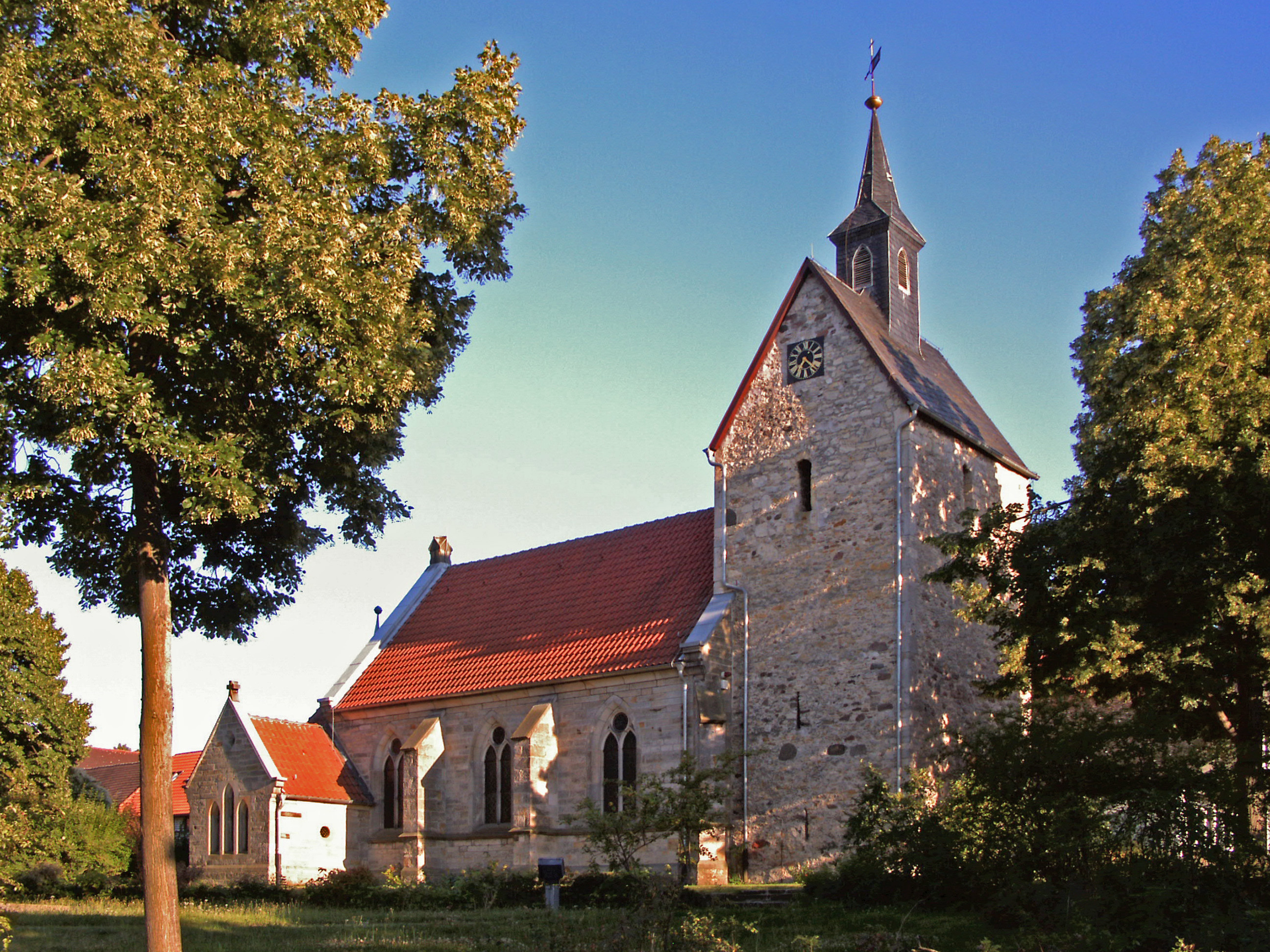
St. Nicolai

Die evangelisch-lutherische denkmalgeschützte Kirche St. Nicolai steht in Nordsteimke, einem Stadtteil der kreisfreien Stadt Wolfsburg in Niedersachsen. Die Kirchengemeinde gehört zur Propstei Vorsfelde der Evangelisch-lutherischen Landeskirche in Braunschweig.

## Beschreibung
Die älteste Nachricht über einen Pfarrer in Nordsteimke stammt aus dem Jahr 1303. Eine weitere Urkunde aus dem Kloster Marienborn aus dem Jahr 1362 belegt, dass eine Kirche in Nordsteimke besteht. Von dieser stammt der romanische Kirchturm, ein ehemaliger Wehrturm aus Bruchsteinen im Westen des heutigen, 1904 gebauten Langhauses. Die neugotische Saalkirche hat einen Chor mit dreiseitigem Abschluss. An diesen ist im Nordosten die Sakristei angebaut. 

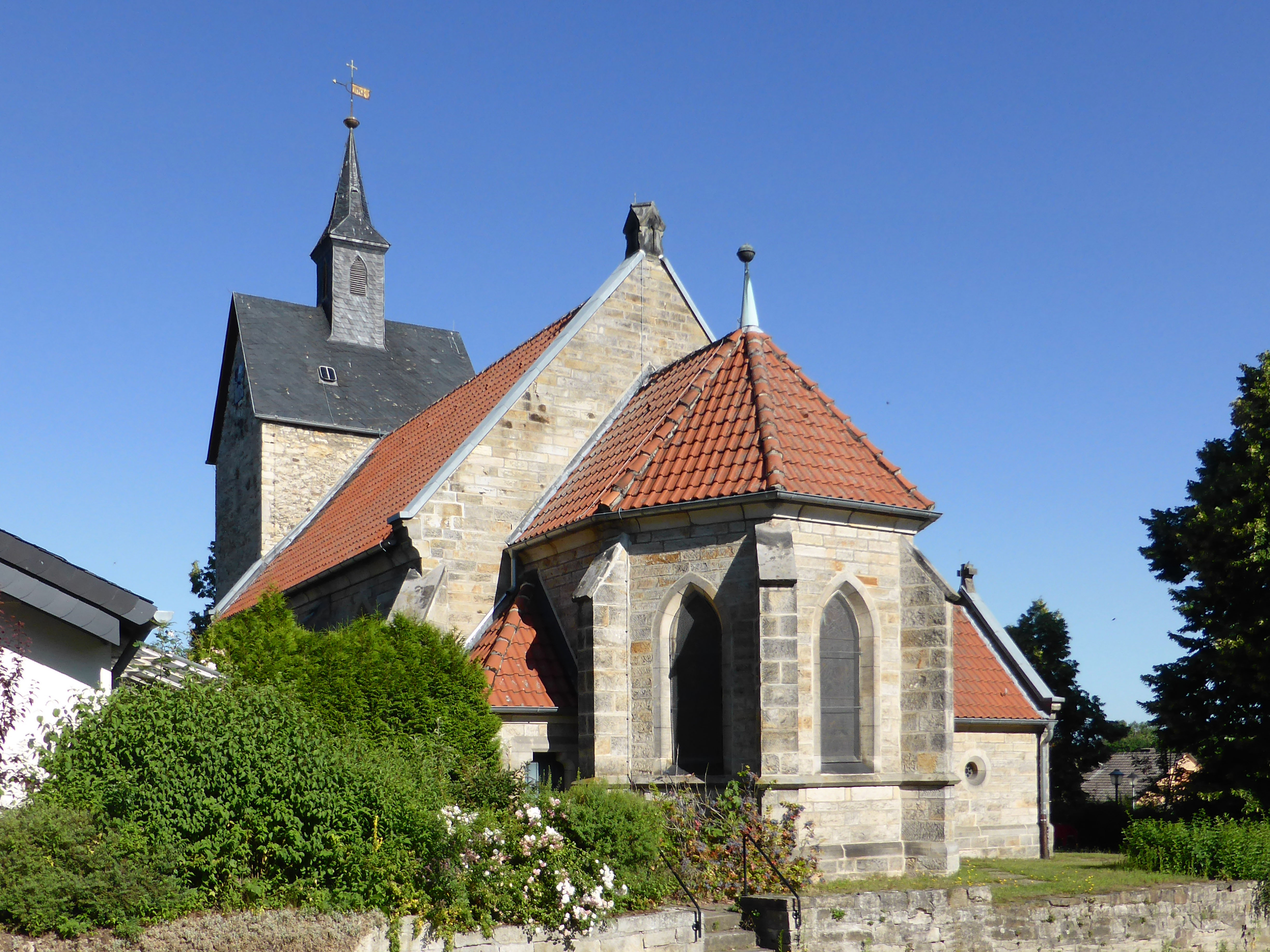
Blick auf den Chor

Der querrechteckige Turm ist mit einem Satteldach bedeckt, aus dem sich ein schiefergedeckter Dachreiter erhebt, hinter dessen Klangarkaden sich der Glockenstuhl mit der Kirchenglocke befindet. Die Wände werden von Strebepfeilern gestützt. Die spitzbogigen Fenster sind mit Glasmalerei geschmückt. Die drei Fenster im Chor zeigen im mittleren Fenster Jesus Christus, flankiert von Petrus und Paulus. 
Zur Kirchenausstattung gehört ein geschnitzter Flügelaltar vom Ende des 15. Jahrhunderts. Im Schrein ist der Kalvarienberg dargestellt. Er wird flankiert von Petrus und Paulus, Elisabeth und Maria Magdalena. In den Flügeln befinden sich je zwei Reliefs mit Szenen aus der Legende des heiligen Nikolaus. Als Bekrönung ist eine Mondsichelmadonna zu sehen. Die Monstranz ist im Unterteil des Altars untergebracht.
Die geschnitzte Kanzel wurde 1681 gebaut. Seine Brüstung hat Gemälde der Auferstehung Jesu Christi und der vier Evangelisten in Blendarkaden. Zwei große Leuchter stehen auf dem Altar. Das Kirchenpatronat haben seit dem Erwerb des an die Kirche angrenzenden Rittergutes Nordsteimke im Jahre 1846 die Grafen von der Schulenburg. Das Kruzifix über der Patronatsloge stammt aus romanischer Zeit. Die Orgel stammt aus dem Jahr 1875.